# 안동 송석재사
안동 송석재사(安東 松石齋舍)는 경상북도 안동시 임하면에 있는 건축물이다. 2012년 10월 22일 경상북도의 민속문화재 제145호로 지정되었다.

## 개요
임진왜란시 의병을 일으켜 안동수성(安東守城)에서 공을 세운, 대박 김철의 묘소를 보호하기 위해 세운 재실이다.
조선 중기에 세운 이 건물은 제사를 지내는 방인 정침을 중심으로 좌우에 건물을 두었고 앞쪽으로는 5칸의 누각이 설치되어 ㅁ자형 구조를 보여준다. 원래는 임하면 사의동에 있었으나 인하댐 건설로 1987년 이곳으로 옮겨 세운 것이다.

## 참고 자료
- 안동 송석재사 - 국가유산청 국가유산포털